# Califfi abbasidi
I califfi abbasidi erano quei membri della dinastia abbaside che detenevano il titolo islamico di califfo. La dinastia era un ramo della tribù Quraysh, discendente dallo zio del profeta Maometto, Al-Abbas ibn Abd al-Muttalib.
Gli abbasidi salirono al potere nella rivoluzione abbaside nel 748–750, soppiantando il califfato omayyade. Erano i sovrani del califfato abbaside, ed erano generalmente considerati i capi ecumenici dell'Islam, fino al X secolo, quando il califfato fatimide sciita (istituito nel 909) e il califfato di Cordova (nel 929) sfidarono la loro predominanza. Il declino politico degli abbasidi era cominciato prima, durante l'anarchia di Samarra (861–870), che accelerò la frammentazione del mondo musulmano in varie dinastie autonome. Nel decennio 936–946, i califfi persero il loro potere temporale, prima a una serie di uomini militari e poi agli emiri (amir al-umara) sciiti della dinastia buyide, che presero il controllo di Baghdad; i Buyidi furono a loro volta sostituiti dai turchi selgiuchidi sunniti alla metà del XI secolo; i sovrani turchi assunsero il titolo di "sultano" per evidenziare la loro autorità temporale. I califfi abbasidi rimasero comunque i sovrani generalmente riconosciuti dell'Islam sunnita. A metà del XII secolo, gli Abbasidi riconquistarono la loro indipendenza dai Selgiuchidi, ma la rinascita del potere abbaside terminò con la presa di Baghdad da parte dei Mongoli nel 1258.
La maggior parte dei califfi abbasidi nacque da una madre concubina, nota come umm al-walad (in arabo أم الولد‎?). Il termine indica una schiava che ha avuto un figlio dal suo padrone; queste donne erano rinomate per la loro bellezza e intelligenza, in modo che il padrone potesse riconoscere la legittimità dei figli da loro legalmente liberi e con pieni diritti di eredità, e astenersi dal commerciare le madri in seguito. Queste concubine erano perlopiù abissine, armene, berbere, greche bizantine, turche e persino provenienti dalla Sicilia.

## Califfi che risiedettero a Baghdad e Samarra
1. al-Saffāh (750-754)
2. al-Mansūr (754-775)
3. al-Mahdī (775-785)
4. al-Hādī (785-786)
5. al-Rashīd (786-809)
6. al-Amīn (809-813)
7. al-Maʾmūn (813-833)
8. al-Mu‘tasim (833-842)
9. al-Wāthiq (842-847)
10. al-Mutawakkil (847-861)
11. al-Muntasir (861-862)
12. al-Musta‘īn (862-866)
13. al-Mu‘tazz (866-869)
14. al-Muhtadī (869-870)
15. al-Mu‘tamid (870-892)
16. al-Muʿtaḍid (892-902)
17. al-Muktafī (902-908)
18. al-Muqtadir (908-932)
19. al-Qāhir (932-934)
20. al-Rādī (934-940)
21. al-Muttaqī (940-944)
22. al-Mustakfī (944-946)
23. al-Muti (946-974)
24. al-Tā ' ī ‘ (974-991)
25. al-Qādir (991-1031)
26. al-Qā'im (1031-1075)
27. al-Muqtadī (1075-1094)
28. al-Mustazhir (1094-1118)
29. al-Mustarshid (1118-1135)
30. al-Rāshid (1135-1136)
31. al-Muqtafī (1136-1160)
32. al-Mustanjid (1160-1170)
33. al-Mustadī ' (1170-1180)
34. al-Nāṣir (1180-1225)
35. al-Zāhir (1225-1226)
36. al-Mustanṣir (1226-1242)
37. al-Musta‘sim (1242-1258)

## Califfi che risiedettero in Egitto dopo la caduta di Baghdad
I Califfi - cosiddetti fantocci o fantasmi - abbasidi del Cairo svolsero funzioni puramente esornative e simboliche durante il periodo sultanale mamelucco di Egitto e Siria.
1. al-Mustansir (1261)
2. al-Hākim I (1262-1302)
3. al-Mustakfī I (1302-1340)
4. al-Wāthiq I (1340-1341)
5. al-Hākim II (1341-1352)
6. al-Mu'tadid I (1352-1362)
7. al-Mutawakkil I (1362-1383)
8. al-Wāthiq II (1383-1386)
9. al-Mu'tasim (1386-1389)
10. al-Mutawakkil I (1389-1406) (secondo regno)
11. al-Musta‘īn (1406-1414)
12. al-Mu'tadid II (1414-1441)
13. al-Mustakfī II (1441-1451)
14. al-Qā'im (1451-1455)
15. al-Mustanjid (1455-1479)
16. al-Mutawakkil II (1479-1497)
17. al-Mustamsik (1497-1508) e dal 1516 al 1517 come plenipotenziario del padre
18. al-Mutawakkil III (1508-1517)